# Catalaans (schaakopening)
In het schaken is Catalaans de schaakopening uit de halfgesloten spelen die begint met de zetten:
1. d2-d4 Pg8-f6 (het Indisch)
2. c2-c4 e7-e6
3. g2-g3
De opening is door Sawielly Tartakower genoemd naar Catalonië, de streek waar voor het eerst in 1929 in Barcelona een partij met deze zetten werd gespeeld.
De opening valt onder ECO-code E00.
| Catalaans       | 1.d4 Pf6 2.c4 e6 3.g3 (diagram)                                                               |
| gesloten        | 1.d4 Pf6 2.c4 e6 3.g3 d5 4.Lg2                                                                |
| Aljechinvariant | 1.d4 Pf6 2.c4 e6 3.g3 d5 4.Lg2 dc 5.Da4 Pbd7 6.Dc4 a6 7.Dc2                                   |
| klassiek        | 1.d4 Pf6 2.c4 e6 3.g3 d5 4.Lg2 dc 5.Pf3 Le7                                                   |
| Botwinnik       | 1.d4 Pf6 2.c4 e6 3.g3 d5 4.Lg2 Le7 5.Pf3 0-0 6.00 Pbd7 7.Pc3 c6 8.Dd3                         |
| Zagoryansky     | 1.d4 Pf6 2.c4 e6 3.g3 d5 4.Lg2 Le7 5.Pf3 0-0 6.00 Pbd7 7.Dc2 c6 8.Td1 b6 9.a4                 |
| Spasskygambiet  | 1.d4 Pf6 2.c4 e6 3.g3 d5 4.Lg2 Le7 5.Pf3 0-0 6.0-0 Pbd7 7.Dc2 c6 8.b3 b6 9.Td1 Lb7 10.Pc3 b5  |
| hoofdvariant    | 1.d4 Pf6 2.c4 e6 3.g3 d5 4.Lg2 Le7 5.Pf3 0-0 6.0-0 Pbd7 7.Dc2 c6 8.Pbd2                       |
| Sokolsky        | 1.d4 Pf6 2.c4 e6 3.g3 d5 4.Lg2 Le7 5.Pf3 0-0 6.0-0 Pbd7 7.Dc2 c6 8.Pbd2 b6 9.b3 a5 10.Lb2 La6 |